# Сеймик Подляского воеводства
Сеймик Подляского воеводства (пол. Sejmik wojewódstwa podlaskiego, бел. Соймік Падляскага ваяводства, лит. Palenkės vaivadijos seimikas) — представительный орган местного самоуправления Подляского воеводства.
Состоит из 30 депутатов, избираемых на 5-летний срок на региональных выборах.

## Устройство
Сеймик состоит из 30 депутатов, избираемых на 5-летний срок. На первом заседании каждого созыва депутаты избирают председателя Сеймика, троих его заместителей, маршала воеводства, а также комиссии и комитеты Сеймика.

### Комиссии и комитеты
- Комитет по образованию, культуре, туризму и спорту
- Комитет экономики, инфраструктуры и продвижения
- Ревизионная комиссия
- Комитет по делам семьи и социальной политике
- Комитет по делам сельского хозяйства и охраны окружающей среды
- Казначейство и финансовая комиссия
- Комитет по уставу
- Комиссия по вопросам здравоохранения

## Избирательные округа
Депутаты Сеймика избираются по пропорциональной системе  на пятилетний срок (до 2018 на четырёхлетний) от 4 многомандатных избирательных округов. Округа не имеют официального названия, вместо этого у каждого есть номер и территориальное описание.
| Номер округа | Кол-во мандатов | Города на правах повята, входящие в округ | Повяты, входящие в округ                                            |
| ------------ | --------------- | ----------------------------------------- | ------------------------------------------------------------------- |
| 1            | 7               | Белосток                                  |                                                                     |
| 2            | 8               | Сувалки                                   | Сувалкский, Августовский, Монькский, Сейненский, Сокульский         |
| 3            | 6               | Ломжа                                     | Ломжинский, Граевский, Кольненский, Замбрувский                     |
| 4            | 9               |                                           | Белостокский, Бельский, Хайнувский, Семятыченский, Высокомазовецкий |

## Результаты выборов

### I созыв (1998-2002)
|  | Партия                           | Количество мандатов |
|  | -------------------------------- | ------------------- |
|  | Избирательная Акция Солидарность | 25                  |
|  | Союз демократических левых сил   | 13                  |
|  | Союз свободы                     | 5                   |
|  | Социальный Альянс                | 2                   |
|  | Всего                            | 45                  |

### II созыв (2002-2006)
|  | Партия                                       | Количество мандатов |
|  | -------------------------------------------- | ------------------- |
|  | Союз демократических левых сил — Уния труда  | 9                   |
|  | Лига польских семей                          | 7                   |
|  | Право и справедливость-Гражданская платформа | 6                   |
|  | Самооборона Республики Польша                | 5                   |
|  | Польская крестьянская партия                 | 3                   |
|  | Всего                                        | 30                  |

### III созыв (2006-2010)
|  | Партия                        | Количество мандатов |
|  | ----------------------------- | ------------------- |
|  | Право и Справедливость        | 11 (12)             |
|  | Гражданская платформа         | 7                   |
|  | Польская народная партия      | 5                   |
|  | Самооборона Республики Польша | 4 (3)               |
|  | Левые и Демократы             | 3                   |
|  | Всего                         | 30                  |

### IV созыв (2010-2014)
|  | Партия                         | Количество мандатов |
|  | ------------------------------ | ------------------- |
|  | Гражданская платформа          | 11                  |
|  | Право и справедливость         | 11                  |
|  | Польская народная партия       | 5                   |
|  | Союз демократических левых сил | 3                   |
|  | Всего                          | 30                  |

### V созыв (2014-2018)
|  | Партия                   | Количество мандатов |
|  | ------------------------ | ------------------- |
|  | Право и Справедливость   | 12                  |
|  | Польская народная партия | 9                   |
|  | Гражданская платформа    | 8                   |
|  | SLD Левые вместе         | 1                   |
|  | Всего                    | 30                  |

### VI созыв (2018-2023)
|  | Партия                   | Количество мандатов |
|  | ------------------------ | ------------------- |
|  | Право и Справедливость   | 16                  |
|  | Гражданская коалиция     | 9                   |
|  | Польская народная партия | 5                   |
|  | Всего                    | 30                  |